# Beckianum sinistrum
Beckianum sinistrum é uma espécie de gastrópode  da família Subulinidae.
Pode ser encontrada nos seguintes países: Costa Rica e Nicarágua.